# Morti il 21 maggio
| Questa pagina contiene informazioni ricavate automaticamente dalle voci biografiche con l'ausilio del template Bio e di un bot. L'aggiornamento è periodico e automatico e ricostruisce completamente la pagina. Se manca una persona in questa lista, sei pregato di non aggiungerla, ma accertati piuttosto che la sua voce biografica contenga il template Bio e che i dati anagrafici siano correttamente compilati. Se il template Bio manca, inseriscilo tu stesso o, in alternativa, metti l'avviso {{tmp\|Bio}} che ne segnala la mancanza. Se i dati riportati sono sbagliati, correggi direttamente la voce biografica; le modifiche saranno visibili in questa lista entro pochi giorni. Per chiarimenti vedi il progetto biografie. La lista contiene solo le 504 persone che sono citate nell'enciclopedia e per le quali è stato implementato correttamente il template Bio. Pagina aggiornata al 13 ago 2025. |

## III secolo(1)
- 252 - Sun Quan, imperatore cinese (n. 182)

## IX secolo(1)
- 822 - Al-Hakam ibn Hisham, sovrano (n. 770)

## X secolo(2)
- 987 - Luigi V di Francia, re
- 991 - Pellegrino di Passavia, vescovo cattolico tedesco

## XI secolo(3)
- 1001 - Teobaldo di Vienne, vescovo e santo francese
- 1075 - Richeza di Polonia, regina polacca (n. 1013)
- 1086 - Wang Anshi, politico, economista e funzionario cinese (n. 1021)

## XII secolo(2)
- 1170 - Godric, monaco cristiano e compositore inglese
- 1171 - Guglielmo Tornielli, vescovo cattolico italiano

## XIII secolo(3)
- 1254 - Corrado IV di Svevia, sovrano tedesco (n. 1228)
- 1295 - Bernardo Platon, vescovo cattolico francese
- 1297 - Guta d'Asburgo, regina (n. 1271)

## XIV secolo(3)
- 1345 - Camiola Turinga, nobildonna italiana (n. 1310)
- 1366 - Hemming di Åbo, vescovo cattolico svedese
- 1381 - Federico III di Meißen, nobile tedesco (n. 1332)

## XV secolo(9)
- 1401 - Bertrand de Chanac, cardinale e patriarca cattolico francese
- 1416 - Anna di Cilli, nobildonna (n. 1381)
- 1425 - Ugo d'Este, nobile (n. 1405)
- 1425 - Parisina Malatesta, marchesa italiana (n. 1404)
- 1459 - Giacomo Campora, arcivescovo cattolico italiano
- 1469 - Caterina di Borbone-Clermont, nobile francese (n. 1440)
- 1471 - Enrico VI d'Inghilterra, politico britannico (n. 1421)
- 1481 - Cristiano I di Danimarca, re danese (n. 1426)
- 1484 - Olivier Le Daim, francese

## XVI secolo(10)
- 1512 - Pandolfo Petrucci, politico italiano (n. 1452)
- 1517 - Girolamo Amaseo, umanista italiano (n. 1467)
- 1524 - Thomas Howard, II duca di Norfolk, nobile inglese (n. 1443)
- 1528 - Emilia Pio di Savoia, nobildonna italiana
- 1541 - Chiara Fancelli, italiana
- 1541 - Johann Fabri, vescovo cattolico tedesco (n. 1478)
- 1542 - Hernando de Soto, esploratore e militare spagnolo
- 1563 - Martynas Mažvydas, scrittore e pastore protestante lituano (n. 1510)
- 1580 - John Thynne, politico inglese (n. 1515)
- 1583 - Giovanni Battista Susio, medico e umanista italiano (n. 1519)

## XVII secolo(17)
- 1601 - Gebhard Truchsess von Waldburg, arcivescovo cattolico tedesco (n. 1547)
- 1607 - John Rainolds, teologo e scrittore inglese (n. 1549)
- 1616 - Kuz'ma Minin, mercante e militare russo
- 1617 - Luis Fajardo de Córdoba, esploratore spagnolo
- 1618 - Giovanni Bernardino Nanino, compositore italiano
- 1619 - Girolamo Fabrici d'Acquapendente, anatomista, chirurgo e fisiologo italiano (n. 1533)
- 1639 - Tommaso Campanella, filosofo, teologo e poeta italiano (n. 1568)
- 1647 - Pieter Corneliszoon Hooft, storico, poeta e drammaturgo olandese (n. 1581)
- 1650 - James Graham, I marchese di Montrose, nobile e ufficiale scozzese (n. 1612)
- 1660 - Adam Dollard des Ormeaux, militare francese (n. 1635)
- 1668 - Francesco Campitelli, nobile e politico italiano (n. 1596)
- 1670 - Johan Picardt, religioso e medico tedesco (n. 1600)
- 1670 - Giovanni Andrea Sirani, pittore e incisore italiano (n. 1610)
- 1670 - Niccolò Zucchi, gesuita, astronomo e fisico italiano (n. 1586)
- 1680 - Carlo Gonzaga, nobile italiano (n. 1616)
- 1686 - Otto von Guericke, politico, giurista e fisico tedesco (n. 1602)
- 1690 - John Eliot, missionario britannico (n. 1604)

## XVIII secolo(18)
- 1703 - Raimund Faltz, orafo, intagliatore e miniatore svedese (n. 1658)
- 1715 - Pierre Magnol, botanico francese (n. 1638)
- 1724 - Robert Harley, I conte di Oxford e conte di Mortimer, nobile e politico britannico (n. 1661)
- 1724 - Antonio Salvi, librettista italiano (n. 1664)
- 1731 - Johann Hübner, geografo, storico e insegnante tedesco (n. 1668)
- 1732 - Alvise III Mocenigo, militare italiano (n. 1662)
- 1732 - Raimondo Recrosio, vescovo cattolico italiano (n. 1657)
- 1734 - Filippina Elisabetta di Borbone-Orléans, nobile francese (n. 1714)
- 1741 - Bartolomeo Ruspoli, cardinale italiano (n. 1697)
- 1747 - Giovanni Baratta, scultore e architetto italiano (n. 1670)
- 1767 - Franz Anton Ermeltraut, pittore tedesco (n. 1717)
- 1770 - Alexander Colville, VII lord Colville di Culross, ammiraglio britannico (n. 1717)
- 1773 - Giuseppe Pappacoda, III principe di Centola, nobile e politico italiano (n. 1692)
- 1782 - Robert Monckton, generale e politico britannico (n. 1726)
- 1786 - Carl Scheele, chimico svedese (n. 1742)
- 1789 - John Hawkins, musicista, saggista e musicologo inglese (n. 1719)
- 1790 - Thomas Warton, scrittore, poeta e storico inglese (n. 1728)
- 1793 - Charles Juste de Beauvau-Craon, nobile e generale francese (n. 1720)

## XIX secolo(64)
- 1805 - Ciro Saverio Minervini, storico e religioso italiano (n. 1734)
- 1806 - Maria Antonia di Borbone-Due Sicilie, principessa (n. 1784)
- 1809 - Germano Prendaglio, pittore e miniatore italiano (n. 1735)
- 1810 - Cavaliere d'Éon, diplomatico, nobile e agente segreto francese (n. 1728)
- 1812 - Joseph Wölfl, pianista e compositore austriaco (n. 1773)
- 1815 - William Nicholson, chimico e saggista inglese (n. 1753)
- 1817 - Johan Christopher Toll, militare e diplomatico svedese (n. 1743)
- 1818 - George Montagu, VI conte di Sandwich, nobile inglese (n. 1773)
- 1826 - Georg Friedrich von Reichenbach, fisico e ingegnere tedesco (n. 1771)
- 1829 - Mir Akbar Ali Khan Siddiqi Asaf Jah III, principe indiano (n. 1768)
- 1829 - Pietro I di Oldenburg, sovrano tedesco (n. 1755)
- 1831 - Pavel Petrovič Ščerbatov, politico russo (n. 1762)
- 1833 - Antonio Fortunato Stella, tipografo e editore italiano (n. 1757)
- 1834 - Pierre Cuillier-Perron, militare e avventuriero francese (n. 1753)
- 1841 - Julian Niemcewicz, poeta, commediografo e politico polacco (n. 1758)
- 1844 - Giuseppe Baini, compositore e musicologo italiano (n. 1775)
- 1848 - Feliks Janiewicz, compositore e violinista polacco (n. 1762)
- 1848 - Pierre-Laurent Wantzel, matematico francese (n. 1814)
- 1852 - Carl Franz Anton Ritter von Schreibers, naturalista, zoologo e botanico austriaco (n. 1775)
- 1853 - Georges Duval, drammaturgo francese (n. 1772)
- 1853 - Louis Moinet, orologiaio e pittore francese (n. 1768)
- 1854 - Bernhard von Lindenau, astronomo e politico tedesco (n. 1780)
- 1856 - Johann Georg Anderegg, imprenditore e politico svizzero (n. 1792)
- 1857 - Ekaterina Pavlovna Bagration, nobildonna russa (n. 1783)
- 1858 - Charles-Louis Havas, scrittore, giornalista e traduttore francese (n. 1783)
- 1858 - José de la Riva Agüero, politico peruviano (n. 1783)
- 1859 - Tomaso Morelli di Popolo, militare italiano (n. 1814)
- 1860 - Phineas Gage, operaio statunitense (n. 1823)
- 1860 - Rosolino Pilo, patriota italiano (n. 1820)
- 1861 - Eugène de Mazenod, vescovo cattolico francese (n. 1782)
- 1862 - Giuseppe Ceva Grimaldi Pisanelli di Pietracatella, politico e scrittore italiano (n. 1777)
- 1862 - John Drew, attore teatrale e impresario teatrale irlandese (n. 1827)
- 1864 - Gennaro Bellelli, politico italiano (n. 1812)
- 1864 - Theodor Waitz, psicologo, antropologo e filosofo tedesco (n. 1821)
- 1865 - Ferdinando Lanza, generale italiano (n. 1788)
- 1865 - Christian Jürgensen Thomsen, archeologo danese (n. 1788)
- 1866 - Paolo III Antonio Esterházy di Galantha, nobile, politico e diplomatico ungherese (n. 1786)
- 1871 - Saro Cucinotta, incisore, disegnatore e critico d'arte italiano (n. 1830)
- 1871 - Costanza Trotti Bentivoglio, patriota e nobildonna italiana (n. 1800)
- 1879 - Arturo Prat, ufficiale cileno (n. 1848)
- 1879 - Pietro Calà Ulloa, magistrato, politico e saggista italiano (n. 1801)
- 1880 - Ivan Petrovič Liprandi, generale e storico russo (n. 1790)
- 1882 - Friedrich Vetterli, inventore svizzero (n. 1822)
- 1884 - Mary Ann M'Clintock, attivista statunitense (n. 1800)
- 1885 - Terenzio Mamiani, filosofo, politico e scrittore italiano (n. 1799)
- 1886 - Stephen Pearl Andrews, filosofo e linguista statunitense (n. 1812)
- 1887 - Horace Jones, architetto inglese (n. 1819)
- 1888 - Friedrich Clemens Gerke, scrittore, giornalista e musicista tedesco (n. 1801)
- 1889 - Pietro Ardito, presbitero, saggista e critico letterario italiano (n. 1833)
- 1889 - Luigi Chiozza, chimico e imprenditore italiano (n. 1828)
- 1889 - Gaston Planté, fisico francese (n. 1834)
- 1891 - Hagop Baronian, scrittore, giornalista e drammaturgo armeno (n. 1843)
- 1891 - Alphonso Taft, politico statunitense (n. 1810)
- 1892 - Raffaele Aloisio, pittore italiano (n. 1811)
- 1892 - Maurizio Gerbaix de Sonnaz, generale e politico italiano (n. 1816)
- 1892 - August Horislav Škultéty, scrittore, insegnante e pastore protestante slovacco (n. 1819)
- 1894 - Émile Henry, anarchico francese (n. 1872)
- 1895 - Ewa Potocka, nobildonna polacca (n. 1818)
- 1895 - Franz von Suppé, compositore e direttore d'orchestra austriaco (n. 1819)
- 1897 - Joe Beverley, calciatore inglese (n. 1856)
- 1897 - Augustus Wollaston Franks, antiquario britannico (n. 1826)
- 1897 - Gregorio Luperón, politico dominicano (n. 1839)
- 1897 - Fritz Müller, biologo tedesco (n. 1821)
- 1898 - Louis d'Estampes, scrittore e saggista francese (n. 1829)

## XX secolo(242)
- 1901 - Joseph Olivier, rugbista a 15 francese (n. 1874)
- 1903 - Filippo Corsi, politico, patriota e giornalista italiano (n. 1870)
- 1906 - Pio Soli, architetto italiano (n. 1847)
- 1907 - Ludwig Fischer, botanico svizzero (n. 1828)
- 1909 - Spiridione Brusina, zoologo croato (n. 1845)
- 1909 - Adolf Pinner, chimico tedesco (n. 1842)
- 1910 - Giovanni Stucky, imprenditore svizzero (n. 1843)
- 1911 - Williamina Fleming, astronoma britannica (n. 1857)
- 1912 - Vincent Lorant-Heilbronn, regista, scenografo e pittore francese (n. 1874)
- 1912 - Eduardo de Martino, pittore, ufficiale e marinaio italiano (n. 1838)
- 1912 - Jakov Aleksandrovič Novikov, sociologo russo (n. 1849)
- 1912 - Johann Santner, alpinista austro-ungarico (n. 1840)
- 1913 - Giacomo Maria Corna Pellegrini Spandre, vescovo cattolico italiano (n. 1827)
- 1913 - Tommaso Gessi, nobile e politico italiano (n. 1844)
- 1914 - Ernest Granger, politico e militare francese (n. 1844)
- 1915 - Giosuè Gallucci, criminale italiano (n. 1864)
- 1916 - Artúr Görgei, patriota, chimico e ufficiale ungherese (n. 1818)
- 1916 - Guido Menzinger, militare italiano (n. 1867)
- 1916 - Ignazio Salaris, militare italiano (n. 1892)
- 1916 - Felix Tekusch, calciatore austriaco (n. 1889)
- 1918 - Franco Scarioni, calciatore, arbitro di calcio e dirigente sportivo italiano (n. 1884)
- 1919 - Evgraf Stepanovič Fëdorov, matematico e mineralogista russo (n. 1853)
- 1919 - Lamar Johnstone, attore statunitense (n. 1885)
- 1919 - Ottavio Ragni, generale italiano (n. 1852)
- 1919 - Victor Segalen, scrittore e etnografo francese (n. 1878)
- 1920 - Venustiano Carranza, politico e militare messicano (n. 1859)
- 1920 - Eleanor H. Porter, scrittrice statunitense (n. 1868)
- 1922 - Sidney Ainsworth, attore britannico (n. 1872)
- 1922 - Michael Mayr, politico austriaco (n. 1864)
- 1923 - Hans Goldschmidt, chimico tedesco (n. 1861)
- 1923 - Charles Kent, regista e attore inglese (n. 1852)
- 1923 - Ferdinand Walsin Esterhazy, militare francese (n. 1847)
- 1924 - Adílio Da Ronch, brasiliano (n. 1908)
- 1925 - Thomas Morland, generale britannico (n. 1865)
- 1925 - Hidesaburō Ueno, agronomo giapponese (n. 1872)
- 1926 - Ronald Firbank, scrittore britannico (n. 1886)
- 1926 - Adrien Guyon, schermidore francese (n. 1866)
- 1926 - Friedrich Kluge, filologo e lessicografo tedesco (n. 1856)
- 1927 - Michail Michajlovič Pleškov, generale russo (n. 1856)
- 1928 - George Frampton, scultore britannico (n. 1860)
- 1928 - Martin Kukučín, scrittore slovacco (n. 1860)
- 1928 - Hideyo Noguchi, medico e batteriologo giapponese (n. 1876)
- 1929 - Fedele De Novellis, diplomatico e politico italiano (n. 1854)
- 1929 - Elisa Hensler, attrice svizzera (n. 1836)
- 1929 - Rodolfo Lanciani, archeologo e ingegnere italiano (n. 1845)
- 1929 - Sebastiano Nicotra, arcivescovo cattolico italiano (n. 1855)
- 1929 - Archibald Primrose, V conte di Rosebery, nobile e politico britannico (n. 1847)
- 1931 - Théophile Cart, linguista e esperantista francese (n. 1855)
- 1931 - Alessandro Kraus, musicologo e pianista sammarinese (n. 1853)
- 1931 - Hilliard Lyle, giocatore di lacrosse canadese (n. 1879)
- 1932 - Raoul Barré, fumettista e animatore canadese (n. 1874)
- 1932 - Marcel Boulenger, schermidore francese (n. 1873)
- 1932 - Franz Porten, cantante lirico, regista e attore tedesco (n. 1859)
- 1933 - Ferdinando Resta Pallavicino, imprenditore e politico italiano (n. 1860)
- 1934 - Biagio Brugi, giurista italiano (n. 1855)
- 1934 - Francesco Meriano, poeta, giornalista e politico italiano (n. 1896)
- 1935 - Jane Addams, scrittrice e attivista statunitense (n. 1860)
- 1935 - Gaetano Fichera, patologo e dirigente sportivo italiano (n. 1880)
- 1935 - Arvid E. Gillstrom, regista, sceneggiatore e produttore cinematografico svedese (n. 1889)
- 1935 - Hugo de Vries, biologo olandese (n. 1848)
- 1937 - Adolfo Avena, ingegnere e architetto italiano (n. 1860)
- 1937 - Polifemo Orsini, fantino italiano (n. 1891)
- 1938 - Vittorio Alpe, agronomo italiano (n. 1859)
- 1938 - Frank Jefferis, calciatore inglese (n. 1884)
- 1938 - Edgar Lewis, regista, attore e sceneggiatore statunitense (n. 1869)
- 1939 - Grigorij Jakovlevič Sokol'nikov, politico e diplomatico sovietico (n. 1888)
- 1940 - Ervin Mészáros, schermidore ungherese (n. 1877)
- 1941 - Erik Christian Clemmensen, chimico danese (n. 1876)
- 1941 - Alessandro Marracino, magistrato, giurista e politico italiano (n. 1867)
- 1941 - Miron Poljakin, violinista e docente russo (n. 1895)
- 1942 - George Antonius, storico libanese (n. 1891)
- 1943 - Innocenzo Ragusa, ufficiale italiano (n. 1909)
- 1944 - René Daumal, poeta, scrittore e filosofo francese (n. 1908)
- 1944 - Moshe Flinker, olandese (n. 1926)
- 1944 - Edmund Mortimer, attore e regista statunitense (n. 1874)
- 1944 - Raimondo Saverino, partigiano italiano (n. 1923)
- 1945 - Nicola Badaloni, politico italiano (n. 1854)
- 1945 - Horace B. Carpenter, attore, regista e sceneggiatore statunitense (n. 1875)
- 1945 - Marguerite Syamour, scultrice francese (n. 1857)
- 1945 - Aldo Gastaldi, militare e partigiano italiano (n. 1921)
- 1945 - Wilhelm Hasse, generale tedesco (n. 1894)
- 1945 - Kanin Kotohito, generale giapponese (n. 1865)
- 1945 - Hans-Adolf Prützmann, generale tedesco (n. 1901)
- 1945 - Antonio Seghezzi, presbitero e partigiano italiano (n. 1906)
- 1946 - Umberto Puppini, politico italiano (n. 1884)
- 1947 - Lucy Arbell, mezzosoprano francese (n. 1878)
- 1949 - Klaus Mann, scrittore tedesco (n. 1906)
- 1951 - Rafael González Iglesias, imprenditore e avvocato spagnolo (n. 1900)
- 1952 - Mario Baldelli, giornalista, sindacalista e diplomatico italiano (n. 1896)
- 1952 - Giuseppe Belluzzo, ingegnere e politico italiano (n. 1876)
- 1952 - John Garfield, attore statunitense (n. 1913)
- 1953 - Jules Dubly, calciatore francese (n. 1886)
- 1953 - Ernst Zermelo, matematico e filosofo tedesco (n. 1871)
- 1956 - Oldřich Zajíček, calciatore cecoslovacco (n. 1911)
- 1957 - Victor Arménise, direttore della fotografia italiano (n. 1896)
- 1957 - Aleksandr Vertinskij, cantante, poeta e attore russo (n. 1889)
- 1957 - Ugolino della Gherardesca, imprenditore e politico italiano (n. 1874)
- 1958 - Wilhelm Süss, matematico tedesco (n. 1895)
- 1959 - Ilse Abel, attrice tedesca (n. 1909)
- 1960 - Adolf Aber, musicologo e critico musicale tedesco (n. 1893)
- 1960 - Rudolf Degermark, ginnasta svedese (n. 1886)
- 1960 - Paul Menzer, filosofo e pedagogo tedesco (n. 1873)
- 1960 - Jurij Nikolaevič Rerich, orientalista, linguista e etnografo russo (n. 1902)
- 1961 - Alfredo Frassati, editore, giornalista e politico italiano (n. 1868)
- 1961 - Ranko Hanai, attrice giapponese (n. 1918)
- 1961 - Céline Laguarde, fotografa francese (n. 1873)
- 1962 - Pietro Bianchi, sollevatore italiano (n. 1895)
- 1962 - Gilbert P. Hamilton, regista, attore e produttore cinematografico statunitense (n. 1890)
- 1962 - Francesco Olgiati, presbitero e filosofo italiano (n. 1886)
- 1962 - Guido Pesenti, avvocato, sindacalista e politico italiano (n. 1884)
- 1963 - Roberto José Tavella, arcivescovo cattolico argentino (n. 1893)
- 1964 - James Franck, fisico tedesco (n. 1882)
- 1965 - Dionigi Buzy, presbitero e scrittore francese (n. 1883)
- 1965 - Geoffrey de Havilland, aviatore e pioniere dell'aviazione britannico (n. 1882)
- 1965 - Fred Kolberg, pugile statunitense (n. 1900)
- 1965 - Vladimir Ratomskij, attore sovietico (n. 1891)
- 1966 - Dorothy Macmillan, socialite inglese (n. 1900)
- 1966 - Patrick H. O'Malley Jr., attore statunitense (n. 1890)
- 1967 - Rexhep Mitrovica, politico albanese (n. 1887)
- 1967 - Pietro Vassena, inventore e imprenditore italiano (n. 1897)
- 1968 - Arturo Basile, direttore d'orchestra italiano (n. 1914)
- 1968 - Livio Gemo, calciatore e imprenditore italiano (n. 1898)
- 1968 - Doris Lloyd, attrice inglese (n. 1896)
- 1969 - William Bakewell, marinaio e esploratore statunitense (n. 1888)
- 1969 - Luigi Cova, politico italiano (n. 1881)
- 1969 - Enrico Ferdinando d'Asburgo-Lorena, nobile austriaco (n. 1878)
- 1969 - Kamil Ocak, cestista turco (n. 1914)
- 1969 - Enzo Pensotti, calciatore italiano (n. 1894)
- 1969 - Simon Vratsian, politico e attivista armeno (n. 1882)
- 1970 - Lucy Fox, attrice statunitense (n. 1897)
- 1970 - Vinton Hayworth, attore statunitense (n. 1906)
- 1970 - Eusebio Sarasso, calciatore italiano (n. 1892)
- 1971 - Dennis King, attore e cantante britannico (n. 1897)
- 1971 - Ettore Perani, calciatore italiano (n. 1921)
- 1972 - Mario Bandini, economista italiano (n. 1907)
- 1973 - Giovanni Albera, calciatore italiano (n. 1905)
- 1973 - Gabrielle Ray, attrice, ballerina e cantante britannica (n. 1883)
- 1973 - Graves Erskine, generale statunitense (n. 1897)
- 1973 - Carlo Emilio Gadda, scrittore e poeta italiano (n. 1893)
- 1973 - Ivan Stepanovič Konev, generale e politico sovietico (n. 1897)
- 1973 - Grigore Moisil, matematico rumeno (n. 1906)
- 1973 - Vaughn Monroe, trombettista e baritono statunitense (n. 1911)
- 1974 - Henry des Abbayes, botanico francese (n. 1898)
- 1975 - Samuel Bischoff, produttore cinematografico statunitense (n. 1890)
- 1975 - Remo Calapso, scacchista italiano (n. 1905)
- 1975 - Jean Fontenay, ciclista su strada francese (n. 1911)
- 1975 - Wilhelm Góra, calciatore polacco (n. 1916)
- 1975 - Leonella Nasi, artista, grafica e illustratrice italiana (n. 1889)
- 1976 - Juan Manuel Santisteban, ciclista su strada spagnolo (n. 1944)
- 1977 - Torkild Andersen, calciatore norvegese (n. 1916)
- 1977 - Dorothy Christy, attrice statunitense (n. 1906)
- 1977 - Lily Kronberger, pattinatrice artistica su ghiaccio ungherese (n. 1890)
- 1977 - Art Landy, animatore statunitense (n. 1904)
- 1977 - Neco, calciatore brasiliano (n. 1895)
- 1977 - John Whitaker, ginnasta britannico (n. 1886)
- 1978 - Walter von Bonhorst, montatore tedesco (n. 1904)
- 1978 - Gustaf von Numers, artista finlandese (n. 1912)
- 1978 - Antun Pogačnik, calciatore jugoslavo (n. 1913)
- 1978 - Tukojirao Holkar III, principe indiano (n. 1890)
- 1979 - Blue Mitchell, trombettista statunitense (n. 1930)
- 1980 - Hiroshi Inagaki, regista cinematografico giapponese (n. 1905)
- 1980 - Ida Kamińska, attrice cinematografica polacca (n. 1899)
- 1980 - Glenn Roberts, cestista statunitense (n. 1912)
- 1980 - Omar Sahnoun, calciatore francese (n. 1955)
- 1981 - Giuseppe Ermini, politico e storico italiano (n. 1900)
- 1981 - Georges Goychman, generale e aviatore francese (n. 1914)
- 1981 - Raymond McCreesh, rivoluzionario britannico (n. 1957)
- 1981 - Patsy O'Hara, rivoluzionario irlandese (n. 1957)
- 1981 - Yuki Shimoda, attore statunitense (n. 1921)
- 1982 - Marco Cimatti, ciclista su strada, pistard e imprenditore italiano (n. 1913)
- 1982 - Holger Crafoord, imprenditore svedese (n. 1908)
- 1982 - Rudolf Keydell, filologo classico e bibliotecario tedesco (n. 1887)
- 1982 - Giovanni Muzio, architetto italiano (n. 1893)
- 1983 - Silvio Federico Baridon, partigiano, francesista e critico letterario italiano (n. 1918)
- 1983 - Luciano Cilio, compositore italiano (n. 1950)
- 1983 - Kenneth Clark, storico dell'arte britannico (n. 1903)
- 1983 - Eric Hoffer, scrittore, filosofo e psicologo statunitense (n. 1902)
- 1983 - Mariano Pintus, giornalista e politico italiano (n. 1916)
- 1983 - Boris Stepancev, regista sovietico (n. 1929)
- 1984 - Randi Bakke, pattinatrice artistica su ghiaccio norvegese (n. 1904)
- 1984 - Andrea Leeds, attrice statunitense (n. 1914)
- 1984 - Ann Little, attrice statunitense (n. 1891)
- 1986 - Richard Broxton Onians, filologo inglese (n. 1899)
- 1986 - Vezio Crisafulli, giurista e costituzionalista italiano (n. 1910)
- 1986 - Viggo Jørgensen, calciatore danese (n. 1899)
- 1986 - Mary Kawena Pukui, scrittrice, antropologa e traduttrice statunitense (n. 1895)
- 1987 - Celeste Almieri, attrice italiana (n. 1885)
- 1987 - Vladimir Viktorovič Nemoljaev, regista cinematografico sovietico (n. 1902)
- 1987 - Giovanni Francesco Pala, vescovo cattolico e teologo italiano (n. 1928)
- 1987 - Marie Větrovská, ginnasta cecoslovacca (n. 1912)
- 1988 - Carlo Cisventi, fotografo e fotoreporter italiano (n. 1929)
- 1988 - Sammy Davis Sr., ballerino e attore statunitense (n. 1900)
- 1988 - Dino Grandi, politico, diplomatico e nobile italiano (n. 1895)
- 1988 - Pino Romualdi, politico e giornalista italiano (n. 1913)
- 1990 - Giovanni Enriques, dirigente d'azienda e editore italiano (n. 1905)
- 1990 - Piero Mariani, calciatore italiano (n. 1911)
- 1990 - Ed Steitz, cestista, allenatore di pallacanestro e dirigente sportivo statunitense (n. 1920)
- 1991 - Ioan Petru Culianu, storico delle religioni, scrittore e filosofo romeno (n. 1950)
- 1991 - Nicholas Dante, librettista e ballerino statunitense (n. 1941)
- 1991 - Rajiv Gandhi, politico indiano (n. 1944)
- 1991 - Renato Mieli, giornalista italiano (n. 1912)
- 1991 - Thenmuli Rajaratnam, terrorista indiana (n. 1974)
- 1991 - Toni Seven, attrice e modella statunitense (n. 1922)
- 1992 - Dario Gay, calciatore e allenatore di calcio italiano (n. 1907)
- 1993 - John Dutton Frost, ufficiale britannico (n. 1912)
- 1993 - Omar Pkhak'adze, pistard sovietico (n. 1944)
- 1994 - Dan-Ola Eckerman, calciatore finlandese (n. 1964)
- 1994 - Giovanni Goria, politico italiano (n. 1943)
- 1994 - Norman Low, allenatore di calcio e calciatore scozzese (n. 1914)
- 1994 - Aleksandrs Rehtšprehers, calciatore lettone (n. 1910)
- 1995 - Les Aspin, politico statunitense (n. 1938)
- 1995 - Mukbile Sultan, principessa ottomana (n. 1911)
- 1995 - Lionel Ovesey, psicanalista statunitense (n. 1915)
- 1995 - Giuseppe Peruchetti, calciatore, allenatore di calcio e partigiano italiano (n. 1907)
- 1995 - Agnelo Rossi, cardinale e arcivescovo cattolico brasiliano (n. 1913)
- 1995 - Annie M. G. Schmidt, scrittrice olandese (n. 1911)
- 1996 - Vladimir Beljakov, ginnasta sovietico (n. 1918)
- 1996 - Raffaele Di Paco, ciclista su strada e pistard italiano (n. 1908)
- 1996 - Carlo Ferrari, ingegnere italiano (n. 1903)
- 1996 - Federico Gentile, editore italiano (n. 1904)
- 1996 - Lash LaRue, attore statunitense (n. 1917)
- 1996 - Fritz Ligges, cavaliere tedesco (n. 1938)
- 1996 - Maurice Piot, schermidore francese (n. 1912)
- 1997 - Fiorenzo Carpi, compositore italiano (n. 1918)
- 1997 - Vlastimil Pokorný, calciatore cecoslovacco (n. 1926)
- 1998 - Erik Bladström, canoista svedese (n. 1918)
- 1998 - Vasco Calonaci, politico italiano (n. 1927)
- 1998 - Douglas Fowley, attore statunitense (n. 1911)
- 1998 - Robert Gist, attore e regista statunitense (n. 1917)
- 1998 - Gino Vermicelli, partigiano, politico e scrittore italiano (n. 1922)
- 1999 - Vanessa Brown, attrice austriaca (n. 1928)
- 1999 - Bugz, rapper statunitense (n. 1978)
- 1999 - Duilio Coletti, regista italiano (n. 1906)
- 1999 - Pio Roba, poeta e pittore italiano (n. 1915)
- 1999 - Norman Rossington, attore inglese (n. 1928)
- 1999 - Fulvio Tomizza, scrittore italiano (n. 1935)
- 2000 - Barbara Cartland, scrittrice britannica (n. 1901)
- 2000 - John Gielgud, attore britannico (n. 1904)
- 2000 - Mark Reynolds Hughes, dirigente d'azienda statunitense (n. 1956)
- 2000 - Emil Karlsson, calciatore svedese (n. 1908)
- 2000 - Erich Mielke, politico, generale e agente segreto tedesco-orientale (n. 1907)
- 2000 - Renzo Silvestri, politico e avvocato italiano (n. 1919)

## XXI secolo(129)
- 2001 - Guido Achille Mansuelli, archeologo e storico dell'arte italiano (n. 1916)
- 2001 - Mario Martinelli, politico italiano (n. 1906)
- 2001 - Gabriele Rumi, imprenditore italiano (n. 1939)
- 2001 - Gunārs Siliņš, cestista sovietico (n. 1928)
- 2001 - Alberto Silvestri, sceneggiatore e autore televisivo italiano (n. 1933)
- 2001 - Fritz Uhl, tenore austriaco (n. 1928)
- 2002 - Joe Cobb, attore cinematografico statunitense (n. 1916)
- 2002 - Niki de Saint Phalle, pittrice, scultrice e regista francese (n. 1930)
- 2002 - Alberto Galassi, calciatore italiano (n. 1922)
- 2003 - Pier Giovanni Donini, storico italiano (n. 1936)
- 2003 - Felice Orlandi, attore statunitense (n. 1925)
- 2003 - Alejandro de Tomaso, pilota automobilistico e imprenditore argentino (n. 1928)
- 2003 - Frank D. White, politico statunitense (n. 1933)
- 2004 - Jean-Pierre Blanc, regista e sceneggiatore francese (n. 1942)
- 2004 - Gunnar Dahlen, calciatore norvegese (n. 1918)
- 2004 - Maddalena Fellini, attrice italiana (n. 1929)
- 2004 - Georges Livanos, alpinista francese (n. 1923)
- 2004 - Proinsias Mac Cana, linguista britannico (n. 1926)
- 2005 - Stephen Elliott, attore statunitense (n. 1918)
- 2005 - Jean-François Guérin, presbitero francese (n. 1929)
- 2005 - Bedford Jezzard, calciatore e allenatore di calcio inglese (n. 1927)
- 2005 - Howard Morris, attore, regista e doppiatore statunitense (n. 1919)
- 2005 - Juan Plazaola Artola, filosofo, teologo e storico dell'arte spagnolo (n. 1919)
- 2006 - Alfonso Desiata, dirigente d'azienda italiano (n. 1933)
- 2006 - Katherine Dunham, ballerina, coreografa e antropologa statunitense (n. 1909)
- 2007 - Vincenzo Bellavista, imprenditore e dirigente sportivo italiano (n. 1943)
- 2007 - Bruno Mattei, regista, sceneggiatore e montatore italiano (n. 1931)
- 2007 - Maurizio Puddu, funzionario, politico e attivista italiano (n. 1931)
- 2007 - Aleksandr Rošal', scacchista e giornalista sovietico (n. 1936)
- 2008 - Mel Casson, fumettista statunitense (n. 1920)
- 2008 - Gianni Usvardi, giornalista e politico italiano (n. 1930)
- 2009 - Giorgio Bellavitis, fumettista italiano (n. 1926)
- 2009 - Bob Bolyard, cestista statunitense (n. 1920)
- 2009 - Ljudmila Egorova, ginnasta sovietica (n. 1931)
- 2009 - DeWitt Menyard, cestista e allenatore di pallacanestro statunitense (n. 1944)
- 2009 - Robert Müller, hockeista su ghiaccio tedesco (n. 1980)
- 2010 - Damário Dacruz, poeta, fotografo e giornalista brasiliano (n. 1953)
- 2010 - Stan Jones, giocatore di football americano statunitense (n. 1931)
- 2010 - Claudio Leonardi, storico e latinista italiano (n. 1926)
- 2010 - Giuseppe Lugato, giornalista italiano (n. 1935)
- 2010 - Murat Urtembaev, informatico e hacker sovietico (n. 1955)
- 2011 - Haim Buch, calciatore israeliano (n. 1930)
- 2011 - Paul Gillon, fumettista francese (n. 1926)
- 2011 - Bill Hunter, attore australiano (n. 1940)
- 2011 - Giuseppe La Rosa, politico italiano (n. 1917)
- 2011 - Leo Rossi, pallanuotista brasiliano (n. 1927)
- 2012 - Douglas Rodríguez, pugile cubano (n. 1950)
- 2013 - Trevor Bolder, bassista britannico (n. 1950)
- 2013 - Roberto Denti, scrittore italiano (n. 1924)
- 2013 - Vittorio Di Pace, architetto italiano (n. 1907)
- 2013 - Luciano Grossi Bianchi, architetto, storico dell'architettura e ingegnere italiano (n. 1922)
- 2013 - Cristiano di Rosenborg, conte danese (n. 1942)
- 2013 - Dominique Venner, saggista, storico e militare francese (n. 1935)
- 2014 - Jane Adams, attrice statunitense (n. 1921)
- 2014 - Romano Albani, direttore della fotografia italiano (n. 1945)
- 2014 - Ines Boffardi, politica e partigiana italiana (n. 1919)
- 2014 - Duncan Cole, calciatore neozelandese (n. 1958)
- 2014 - Giorgio Gennari, allenatore di calcio e calciatore italiano (n. 1951)
- 2014 - Jaime Lusinchi, politico venezuelano (n. 1924)
- 2014 - Digne Meller Marcovicz, fotoreporter, giornalista e regista tedesca (n. 1934)
- 2014 - Vittorio Rieser, sociologo e sindacalista italiano (n. 1939)
- 2014 - Mario Tosi, egittologo italiano (n. 1926)
- 2014 - Tunku Annuar, principe malese (n. 1939)
- 2015 - Mostafa Abdollahi, regista teatrale e attore iraniano (n. 1955)
- 2015 - César Boutteville, scacchista francese (n. 1917)
- 2015 - Joaquim Durão, scacchista e dirigente sportivo portoghese (n. 1930)
- 2015 - Ernie Hannigan, calciatore scozzese (n. 1943)
- 2015 - Louis Johnson, bassista e produttore discografico statunitense (n. 1955)
- 2015 - Sergio Perin, calciatore italiano (n. 1931)
- 2015 - Twinkle, cantautrice britannica (n. 1948)
- 2015 - Annarita Sidoti, marciatrice italiana (n. 1969)
- 2015 - Guido Verucci, storico e scrittore italiano (n. 1929)
- 2016 - Felice Cerri, calciatore italiano (n. 1920)
- 2016 - Andrea Maria Erba, vescovo cattolico italiano (n. 1930)
- 2016 - Eddie Keizan, pilota automobilistico sudafricano (n. 1944)
- 2016 - Akhtar Mansour, politico afghano
- 2016 - Nick Menza, batterista statunitense (n. 1964)
- 2016 - Bernard Simonay, scrittore francese (n. 1951)
- 2016 - Sándor Tarics, pallanuotista ungherese (n. 1913)
- 2016 - Franco Valier, rugbista a 15 e dirigente sportivo italiano (n. 1942)
- 2017 - Carla Astolfi, attrice italiana (n. 1931)
- 2017 - Sauro Dalle Mura, politico italiano (n. 1926)
- 2017 - Lars-Erik Skiöld, lottatore svedese (n. 1952)
- 2018 - Aleksandr Askol'dov, regista e sceneggiatore russo (n. 1932)
- 2018 - Camilo Diaz Gregorio, vescovo cattolico filippino (n. 1939)
- 2018 - Anna Maria Ferrero, attrice italiana (n. 1935)
- 2018 - Reg Stratton, calciatore inglese (n. 1939)
- 2018 - Clint Walker, attore statunitense (n. 1927)
- 2019 - Lawrence Carroll, pittore statunitense (n. 1954)
- 2019 - Raimondo Milia, avvocato, politico e dirigente sportivo italiano (n. 1923)
- 2019 - Glauco Sansovini, politico sammarinese (n. 1938)
- 2019 - Binyavanga Wainaina, scrittore e giornalista keniota (n. 1971)
- 2020 - Giuseppe Cainero, ciclista su strada italiano (n. 1932)
- 2020 - Vincenzo Cappelletti, filosofo e storico della scienza italiano (n. 1930)
- 2020 - Claudio Ferretti, giornalista, scrittore e conduttore radiofonico italiano (n. 1943)
- 2020 - Roberto Moya, discobolo cubano (n. 1965)
- 2020 - Héctor Ochoa, calciatore argentino (n. 1942)
- 2020 - Gerd Strack, calciatore tedesco (n. 1955)
- 2020 - Oliver Williamson, economista statunitense (n. 1932)
- 2021 - Anna Maria Cecchi, nuotatrice italiana (n. 1943)
- 2021 - Tahir Salahov, pittore azero (n. 1928)
- 2021 - Dwayne Sandy, calciatore sanvincentino (n. 1989)
- 2021 - Giuliano Scabia, drammaturgo e scrittore italiano (n. 1935)
- 2021 - Zdenko Vukasović, calciatore jugoslavo (n. 1941)
- 2022 - Marco Cornez, calciatore cileno (n. 1958)
- 2022 - Jane Haist, discobola e pesista canadese (n. 1949)
- 2022 - Heddy Honigmann, regista peruviana (n. 1951)
- 2022 - Enric Marco, sindacalista spagnolo (n. 1921)
- 2022 - Rosemary Radford Ruether, teologa statunitense (n. 1936)
- 2022 - Mario Tesconi, calciatore italiano (n. 1931)
- 2022 - Tania Tinoco, giornalista ecuadoriana (n. 1963)
- 2022 - Jiří Zídek, cestista e allenatore di pallacanestro cecoslovacco (n. 1944)
- 2023 - Alma Adamkienė, first lady lituana (n. 1927)
- 2023 - Ed Ames, cantante, attore televisivo e dirigente sportivo statunitense (n. 1927)
- 2023 - Antón Arrufat, drammaturgo, romanziere e saggista cubano (n. 1935)
- 2023 - Giuseppe Piva, regista, sceneggiatore e produttore televisivo italiano (n. 1977)
- 2023 - Giuseppe Scotto Di Luzio, politico italiano (n. 1947)
- 2023 - Ray Stevenson, attore britannico (n. 1964)
- 2024 - Vladimir Agapov, calciatore e allenatore di calcio sovietico (n. 1933)
- 2024 - Richard Ellis, biologo e illustratore statunitense (n. 1938)
- 2024 - Roberto Gori, calciatore e allenatore di calcio italiano (n. 1938)
- 2024 - Jan Andrzej Paweł Kaczmarek, compositore polacco (n. 1953)
- 2025 - Damjana Bratuž, pianista slovena (n. 1927)
- 2025 - Gerry Connolly, politico statunitense (n. 1950)
- 2025 - Robert A. Holton, chimico statunitense (n. 1944)
- 2025 - Jim Irsay, imprenditore e dirigente sportivo statunitense (n. 1959)
- 2025 - Alasdair MacIntyre, filosofo britannico (n. 1929)
- 2025 - Mariano Ozores, regista e sceneggiatore spagnolo (n. 1926)
- 2025 - Billy Williams, direttore della fotografia britannico (n. 1929)